# Onglet (viande)
Pour les articles homonymes, voir Onglet.
 (avril 2016).
Si vous disposez d'ouvrages ou d'articles de référence ou si vous connaissez des sites web de qualité traitant du thème abordé ici, merci de compléter l'article en donnant les références utiles à sa vérifiabilité et en les liant à la section « Notes et références ».

Localisation de l'onglet

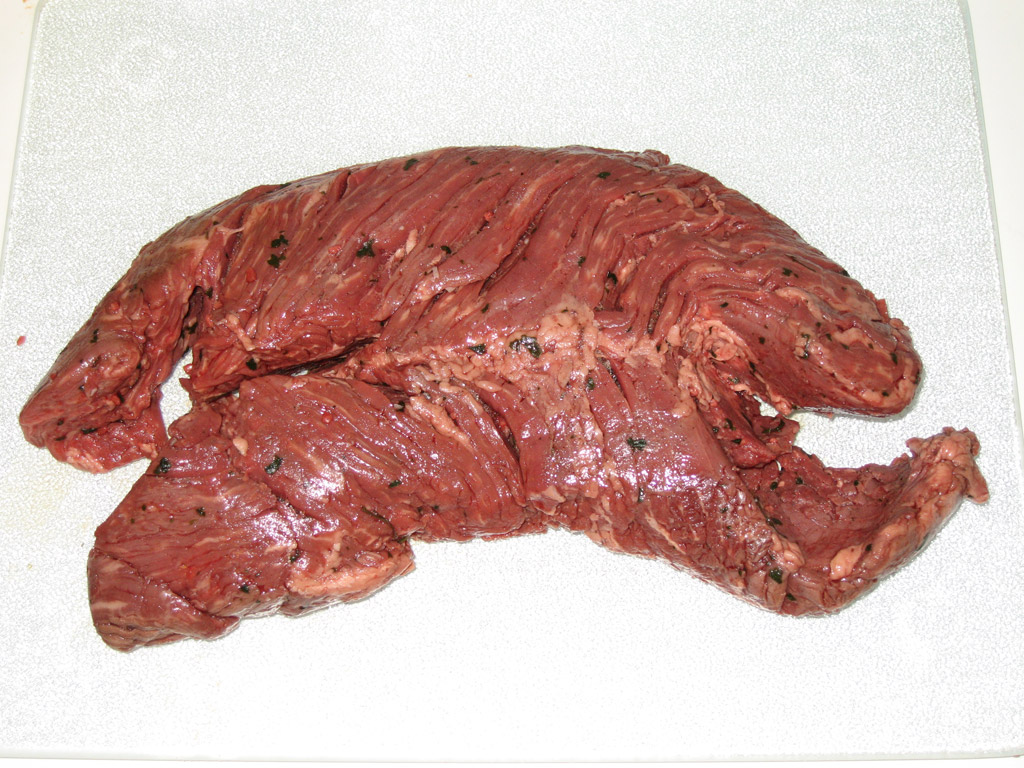
Onglet cru

L’onglet est un morceau de viande de bœuf ou de veau situé sur le ventre, sous le faux-filet et le filet. Il correspond à chacun des deux piliers du diaphragme[réf. nécessaire]. Cette « pièce noble » fait partie des morceaux à fibres longues, comme la hampe ou la bavette ; elle est principalement préparée comme grillade. Elle se présente sous la forme de longues bandes de viande, que l'on dédouble généralement dans le sens des fibres musculaires avant de les griller, c'est-à-dire qu'on les tranche dans leur épaisseur et qu'on les déplie. Lorsque l'onglet est bien préparé, il donne une viande tendre et sapide s'il est suffisamment rassis (ce terme n'a absolument rien de péjoratif, une viande trop fraîche n'est pas propre à la dégustation, et souvent considérée comme non diététique).
Même s'il ne figure pas dans la liste habituelle des abats rouges, l'onglet est avec la hampe, l'un des deux morceaux de viande rouge parfois considérés comme tels, notamment en raison de la difficulté à les détailler qui en faisaient des produits de tripiers (« morceaux du boucher ») et de leur appartenance au « cinquième quartier ».